# John McHardy Sinclair
 (mars 2024).
La mise en forme du texte ne suit pas les recommandations de Wikipédia : il faut le « wikifier ».
Les points d'amélioration suivants sont les cas les plus fréquents. Le détail des points à revoir est peut-être précisé sur la page de discussion.
- Les titres sont pré-formatés par le logiciel. Ils ne sont ni en capitales, ni en gras.
- Le texte ne doit pas être écrit en capitales (les noms de famille non plus), ni en gras, ni en italique, ni en « petit »…
- Le gras n'est utilisé que pour surligner le titre de l'article dans l'introduction, une seule fois.
- L'italique est rarement utilisé : mots en langue étrangère, titres d'œuvres, noms de bateaux, etc.
- Les citations ne sont pas en italique mais en corps de texte normal. Elles sont entourées par des guillemets français : « et ».
- Les listes à puces sont à éviter, des paragraphes rédigés étant largement préférés. Les tableaux sont à réserver à la présentation de données structurées (résultats, etc.).
- Les appels de note de bas de page (petits chiffres en exposant, introduits par l'outil «  Source ») sont à placer entre la fin de phrase et le point final[comme ça].
- Les liens internes (vers d'autres articles de Wikipédia) sont à choisir avec parcimonie. Créez des liens vers des articles approfondissant le sujet. Les termes génériques sans rapport avec le sujet sont à éviter, ainsi que les répétitions de liens vers un même terme.
- Les liens externes sont à placer uniquement dans une section « Liens externes », à la fin de l'article. Ces liens sont à choisir avec parcimonie suivant les règles définies. Si un lien sert de source à l'article, son insertion dans le texte est à faire par les notes de bas de page.
- La présentation des références doit suivre les conventions bibliographiques. Il est recommandé d'utiliser les modèles {{Ouvrage}}, {{Chapitre}}, {{Article}}, {{Lien web}} et/ou {{Bibliographie}}. Le mode d'édition visuel peut mettre en forme automatiquement les références.
- Insérer une infobox (cadre d'informations à droite) n'est pas obligatoire pour parachever la mise en page.

Pour une aide détaillée, merci de consulter Aide:Wikification.
Si vous pensez que ces points ont été résolus, vous pouvez retirer ce bandeau et améliorer la mise en forme d'un autre article.
Pour les articles homonymes, voir John Sinclair et Sinclair.
John McHardy Sinclair, né le 14 juin 1933 en Écosse et mort le 13 mars 2007 à Florence, est un angliciste britannique. Il est un pionnier de la linguistique de corpus, l'analyse du discours, la lexicographie et l'enseignement des langues.

## Biographie
En 1965, John Sinclair quitte l'Écosse pour Birmingham et commence à travailler à l'université de Birmingham en tant que président de la fondation Modern English Language. Il est professeur d'anglais moderne dans cette université jusqu'en 2000.
Sinclair est un linguiste de corpus moderne de première génération et est le fondateur du projet COBUILD dont l'objectif est de construire des lexiques basés sur un corpus pour les apprenants étrangers de l'anglais. Il devient conseiller en chef du Cobuild English Language Dictionary dont la première édition est publiée chez HarperCollins en 1987,.
Connu pour ses idées non conventionnelles qui ont contribué à faire progresser le jeune domaine de la linguistique de corpus, son Corpus, Concordance, Collocation formule le principe idiomatique. Bien qu'il ait écrit de nombreux livres, il déclare lors de son discours d'adieu en 2000 qu'aucun de ses nombreux articles publiés n'avait été évalué par les pairs. Il explique même qu'un article qu'il avait été invité à écrire pour une revue avait été par erreur évalué par des pairs et rejeté.
Depuis 2000, l'Université de Birmingham accueille une série de conférences ouvertes nommées les Sinclair Open Lectures. Cette série de conférences a été parrainée de 2006 à 2016 par Education Development Trust, une organisation caritative britannique travaillant sur les problématiques d'éducation que Sinclair a soutenue de son vivant.
Après une retraite anticipée de son poste de professeur d'anglais moderne à Birmingham, Sinclair part en Italie et devient le directeur et cofondateur, avec sa seconde épouse Elena Tognini-Bonelli du Tuscan Word Centre, une institution qui propose des formations en linguistique de corpus.
Il meurt d'un cancer en mars 2007 à l'âge de 73 ans.

## Vie privée
John Sinclair a eu deux épouses. La première est Myfanwy Sinclair avec qui il a trois enfants, et la seconde est Elena Tognini-Bonelli avec qui il a deux enfants.
Sa sœur est la lexicographe Beryl T. Atkins.

## Publications importantes
(en) Towards an Analysis of Discourse: The English Used by Teachers and Pupils, Towards an Analysis of Discourse: The English Used by Teachers and Pupils. Oxford University Press, 1975
(en) John McHardy Sinclair et David Brazil, Teacher Talk, Oxford University Press, 1982
(en) John McHardy Sinclair, Corpus, Concordance, Collocation, Oxford University Press, 1991
(en) John McHardy Sinclair, Reading Concordances: An Introduction, Pearson/Longman, 2003
(en) John McHardy Sinclair, Trust the Text: Language, Corpus and Discourse, Routledge, 2004
(en) John McHardy Sinclair, How to use Corpora in Language Teaching, John Benjamins Publishing, 2004
(en) John McHardy Sinclair et Anna Mauranen, Linear Unit Grammar: Integrating Speech and Writing, John Benjamins Publishing, 2006